# Mario Beccaria
Mario Beccaria (Sant'Angelo Lodigiano, 18 giugno 1920 – 22 novembre 2003) è stato un politico italiano.

## Biografia
Deputato per la DC per due legislature e sindaco di Sant'Angelo Lodigiano dal 1960 al 1964.
Fu un amante della musica in genere: infatti, negli anni cinquanta fece parte del consiglio direttivo dell'Associazione benefica Amundis, che aveva il compito di valorizzare i cantanti e musicisti locali.
Dopo la sua morte, a Sant'Angelo Lodigiano gli è stata dedicata una via.